# とっても明るい未来
「とっても明るい未来」（とってもあかるいみらい）は、Nakanoまるの配信限定シングル。

## 概要
前作「ドキ死」より約3ヶ月ぶりのリリース。
ミュージック・ビデオの監督と撮影は、森岡千織が担当し、衣装は重宗玉緒が担当した。「あの世」を舞台とした作品で、大食い男役でカズ（花団）、自撮りに夢中な女の子役で宇佐蔵べに（avandand）、パソコンを肌身離さず持っているオタク役で西村晋弥（シュノーケル）がゾンビ姿で出演している。
ジャケット写真は、衣装を担当した重宗玉緒とのコラボプロジェクト「しすたまる」のビジュアルで、スタイルブックの裏表紙としても使用されている。

## 収録曲
1. とっても明るい未来（2:49）
（作詞・作曲：Nakanoまる / 編曲：タカユキカトー）[4]
独自の視点で「人間関係の心理」を歌った楽曲[5]で、Nakanoまるがあまり仲の良くない友人と連絡を断った際に、距離を置いたことによって互いにうまくつきあえるようになったことに由来している[6]。楽曲についてNakanoまるは、「誰もがそれぞれ幸せになる道を気兼ねなく行こうという曲」とコメントしている[7]。曲は1stミニ・アルバム『WOW』に収録の「QU」と同時にできた楽曲で、いずれもNakanoまるの親友に向けて書かれている[8]。
2019年8月28日に発売の1stミニ・アルバム『WOW』で、初CD化となる[9]。

## パーソネル
- Nakanoまる：Vocal, Guitar
- タカユキカトー：Guitar, Bass, Programming
- マーシー（→SCHOOL←）：Drums
- つるうちはな（花とポップス）：Director